# Alexander Rossi
Alexander Rossi, född 25 september 1991 i Nevada City, USA, är en amerikansk racerförare. Rossi kör i Indycar Series för Arrow Mclaren. Han vann som rookie den 100:e upplagan av Indianapolis 500.

## Racingkarriär

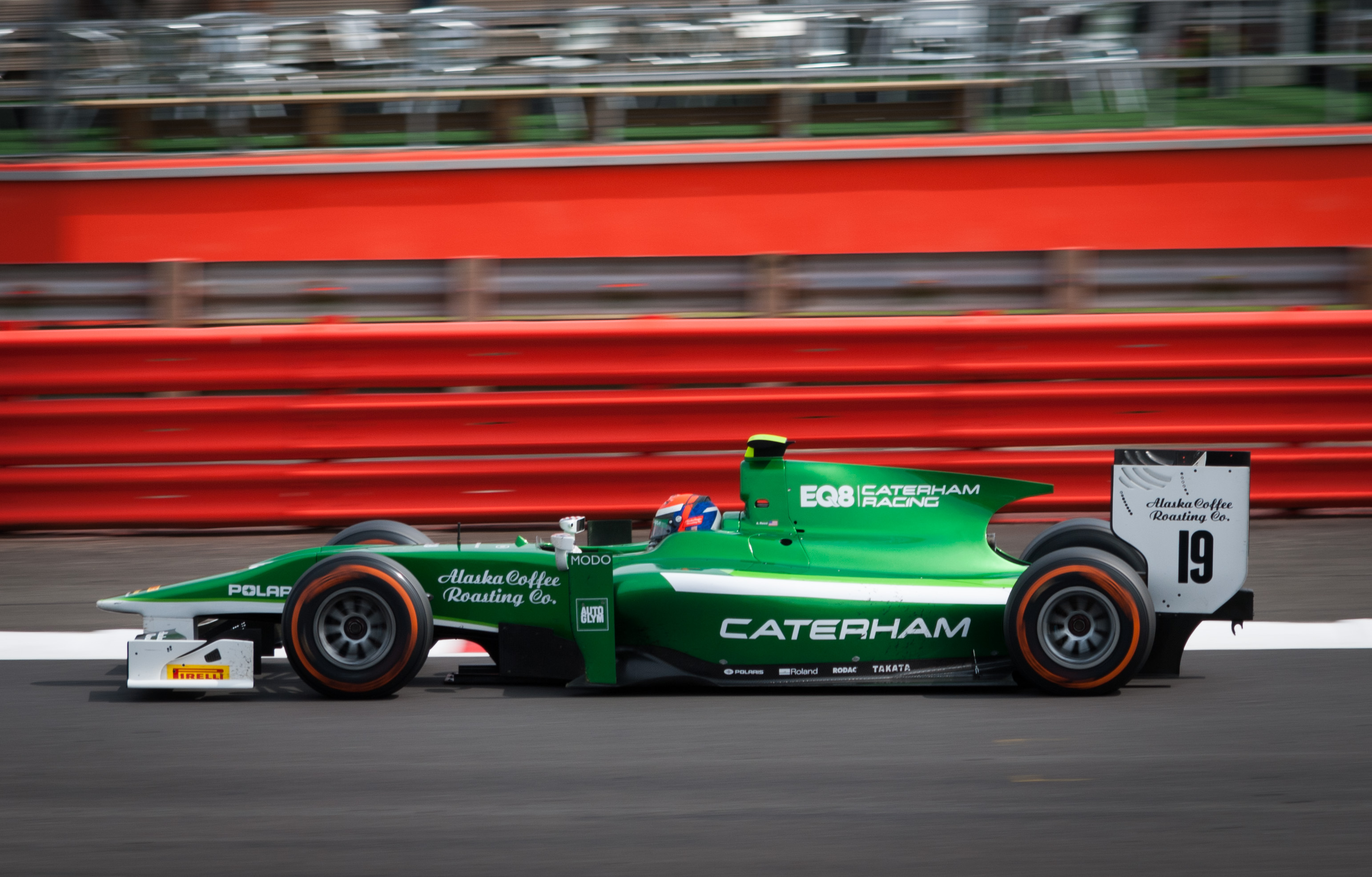
Alexander Rossi på Silverstone Circuit.

Rossi slog igenom i Formula BMW USA 2007, där han som sextonåring slutade på en tredje plats. 2008 vann Rossi serien, omdöpt till Formula BMW Americas, överlägset, efter att ha vunnit tio delsegrar. Han körde även ett par tävlingar i Formula BMW Europe under säsongen, utan större framgångar under de få loppen han körde. Han vann dock samma år Formula BMW World Final, där han bland annat besegrade den i det europeiska mästerskapet suveräne mexikanen Esteban Gutiérrez. Under 2009 tävlade Rossi i International Formula Master och slutade på andra plats bakom Fabio Leimer. Tack vare det fick han möjligheten att köra i GP3 Series för ART Grand Prix säsongen 2010, där han blev fyra. Han körde även deltävlingen i Monaco i Formula Renault 3.5 Series.
2011 körde han full säsong i FR3.5 och blev trea. Han fortsatte i serien 2012, men körde även en fredagsträning i Formel 1 för Caterham. 2013 flyttade han till GP2 Series, där han blev nia. Han körde även två fredagsträningar i Formel 1 för Caterham. 2014 körde han halva säsongen i GP2 Series, men tvingades avsluta säsongen i förtid. Han körde två fredagsträningar i F1 under året, första träningen i Kanada med Caterham och första träningen i Belgien med Marussia, där han från början var planerad att köra hela helgen. Under 2015 tävlade han i GP2 med Racing Engineering. Rossi ersatte Roberto Merhi i 5 av de 7 sista loppen i Formel 1-VM 2015 för Manor. Rossi kör sedan 2016 i Indycar Series för Bryan Herta Autosport i ett samarbete med Andretti Autosport.

## F1-karriär
| Säsong              | Stall/Tillverkare   | Placering           | Lopp | Poäng | Etta | Tvåa | Trea | Pole | Varv |
| ------------------- | ------------------- | ------------------- | ---- | ----- | ---- | ---- | ---- | ---- | ---- |
| 2015                | Marussia-Ferrari    | 20                  | 5    | 0     |      |      |      |      |      |
| Sammanlagt 1 säsong | Sammanlagt 1 säsong | Sammanlagt 1 säsong | 5    | 0     | 0    | 0    | 0    | 0    | 0    |